# September 2010
Dit artikel geeft een chronologisch overzicht van belangrijke gebeurtenissen per dag in de maand september van het jaar 2010.

## Gebeurtenissen

### 1 september
- De Amerikaanse president Obama kondigt het einde af van de Amerikaanse militaire operaties in Irak. De laatste strijdkrachten waren op 19 augustus al vertrokken.
- Om het energieverbruik te beperken gaat in de Europese Unie een verbod op de productie van gloeilampen van 75 watt van kracht. Vorig jaar werd het produceren van lampen van 100 W al verboden en volgend jaar zullen lampen van 60 W volgen.

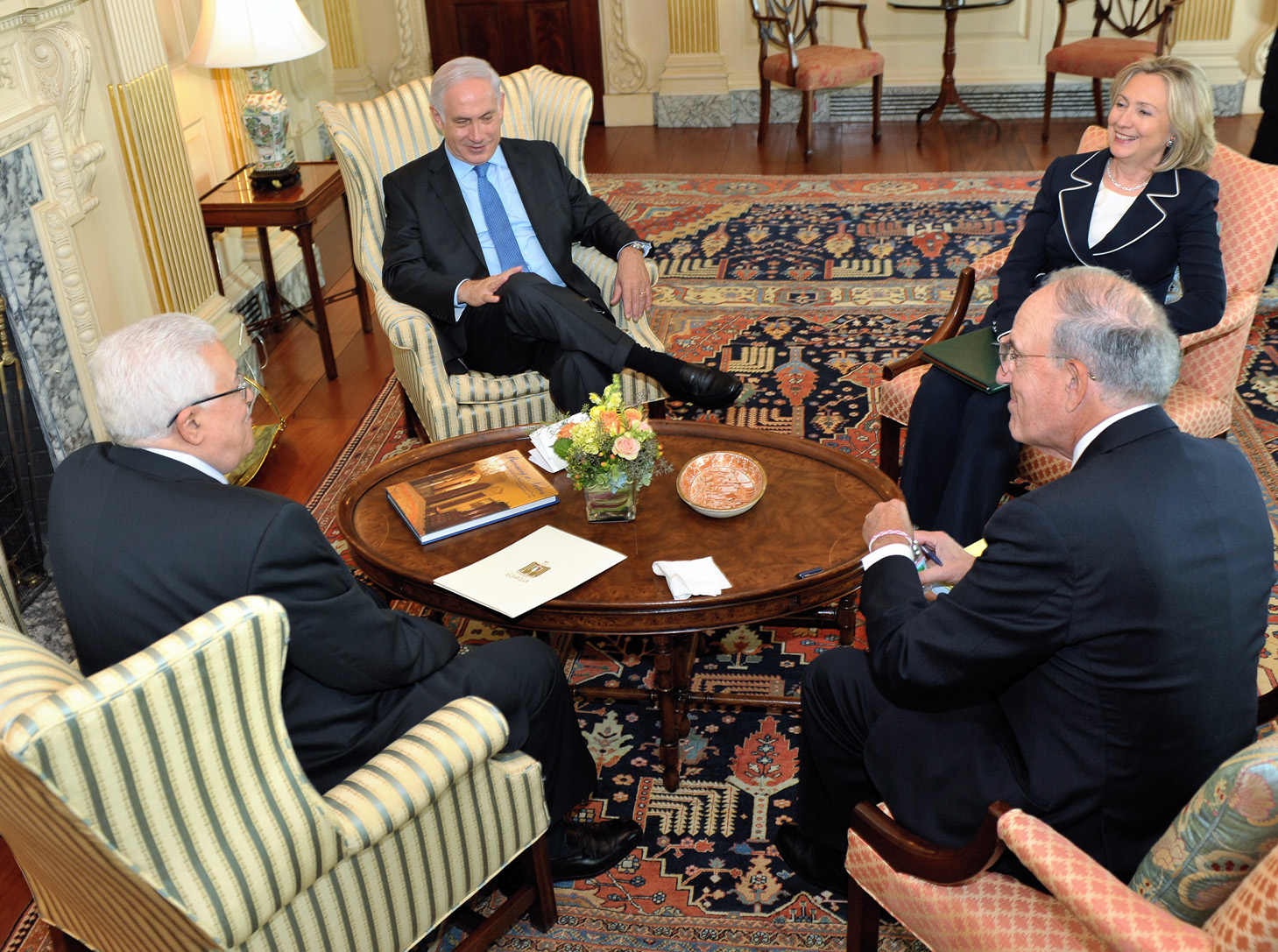
Besprekingen tussen Netanyahu en Abbas in Washington

### 2 september
- In de Amerikaanse hoofdstad Washington D.C. beginnen de vredesbesprekingen tussen de Israëlische premier Benjamin Netanyahu en de Palestijnse leider Mahmoud Abbas.
- Onderzoekers van de Amerikaanse Columbia-universiteit verklaren dat de strenge winter van 2009-2010 veroorzaakt werd door de toevallige samenloop van twee weerkundige fenomenen: El Niño in de zuidelijke Grote Oceaan en een sterk negatieve Noord-Atlantische oscillatie.

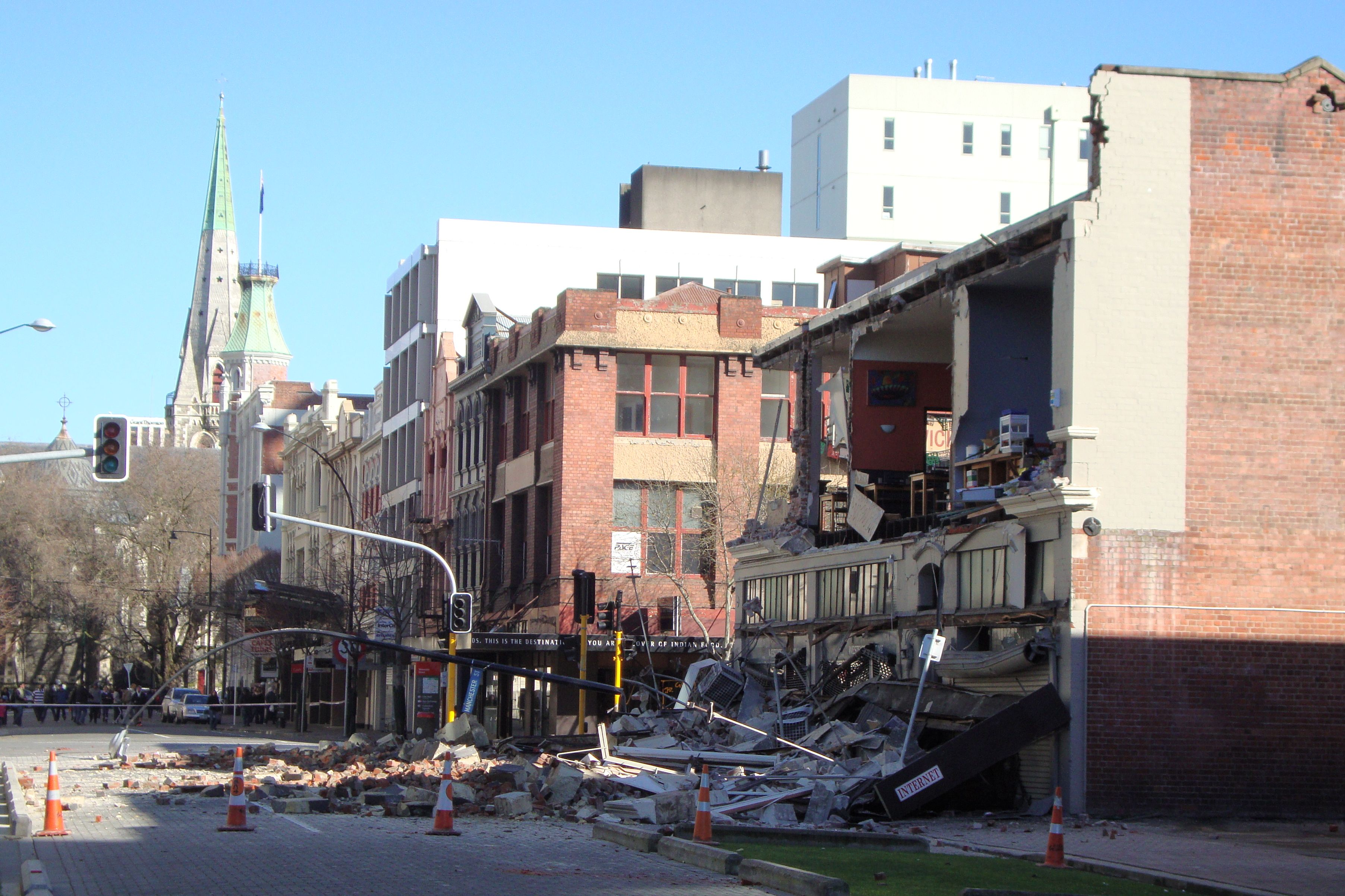
Aardbevingsschade in Christchurch

### 4 september
- Een zware aardbeving treft het Nieuw-Zeelandse Zuidereiland en richt veel schade aan in de stad Christchurch.

### 5 september
- In Moldavië wordt een referendum gehouden waarbij de bevolking wordt gevraagd of zij instemt met directe verkiezing van de president, maar omdat slechts 30% van de kiezers komt opdagen is de volksraadpleging ongeldig. Momenteel wordt in Moldavië de president door het parlement verkozen.

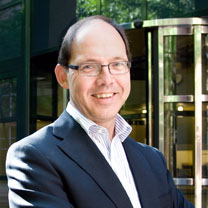
Ab Klink

### 6 september
- Koningin Beatrix opent in Apeldoorn het gerestaureerde en uitgebreide gebouw van de Politieacademie. Jaarlijks volgen ruim 3500 studenten een basisopleiding en 21 000 politiemedewerkers een vervolgopleiding op een van de locaties in Nederland.
- CDA-politicus Ab Klink stapt op als lid van de Tweede Kamer, nadat hij in conflict is geraakt met zijn fractieleden tijdens de Nederlandse kabinetsformatie over de wenselijkheid tot samenwerking met de PVV.

### 7 september
- Israël wordt lid van de OESO.

### 8 september
- Onder internationale druk schorst de Iraanse regering de steniging van de ter dood veroordeelde Sakineh Mohammadi Ashtiani.

### 9 september
- In Vladikavkaz, een stad in de Russische autonome republiek Noord-Ossetië in de Noordelijke Kaukasus, vallen achttien doden bij een aanslag op een markt. De aanslag wordt later opgeëist door de rebellengroep Rijadus Salichin, die ook achter de gijzeling in Beslan zat.

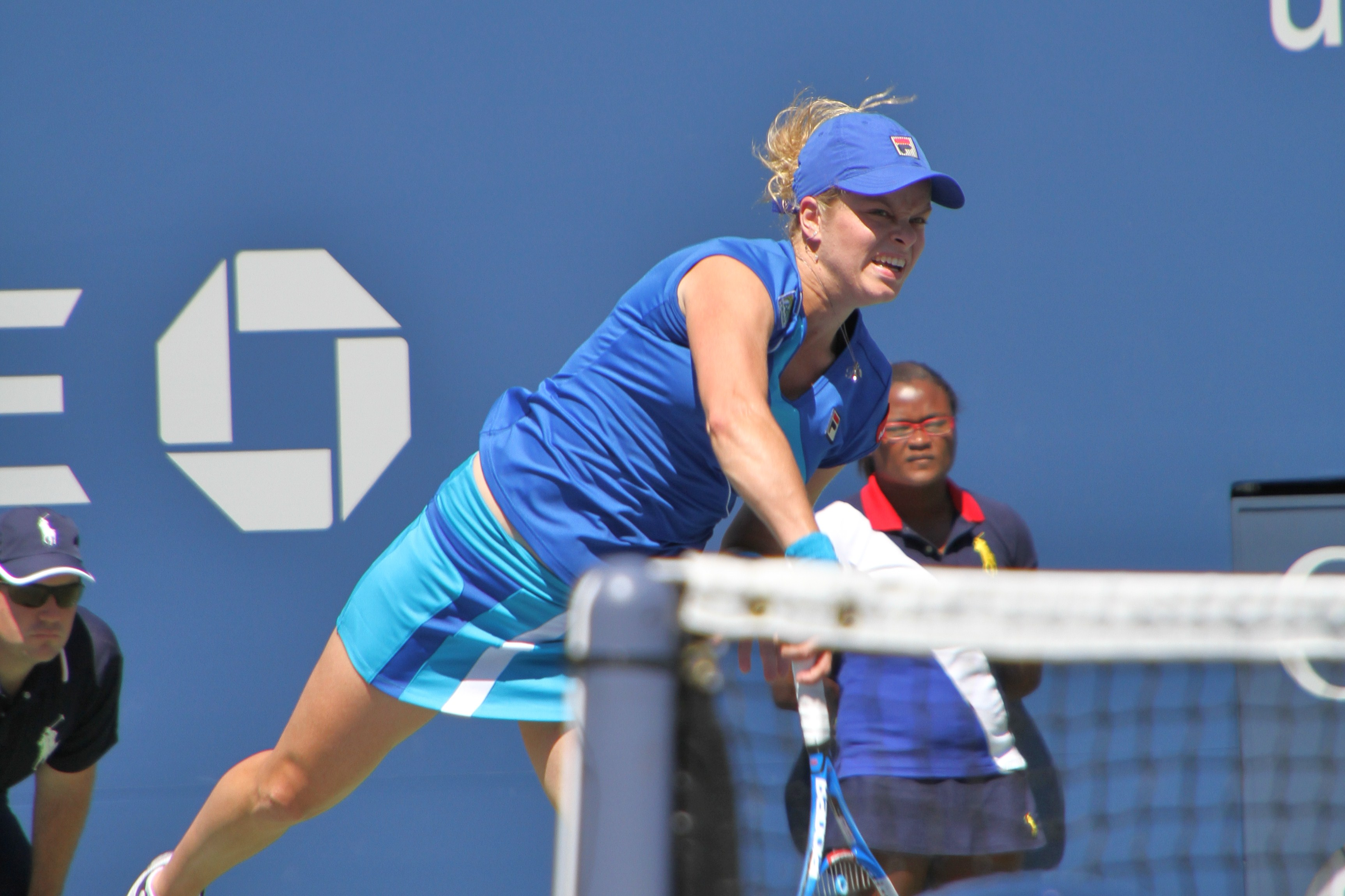
Kim Clijsters

### 11 september
- In New York worden de aanslagen op 11 september 2001 herdacht; in dezelfde stad wordt geprotesteerd tegen de geplande bouw van Park51, een islamitisch centrum in de buurt van Ground Zero, met de Nederlandse politicus Geert Wilders als een van de sprekers.
- De film Somewhere van Sofia Coppola wint op het filmfestival van Venetië de prestigieuze Gouden Leeuw.
- Kim Clijsters wint in de tennisfinale van het vrouwen enkelspel op de US Open van Vera Zvonarjova.

### 12 september
- In een referendum in Turkije keurt de bevolking een hervorming van de grondwet goed.
- Bij het WK basketbal in Turkije gaat de wereldtitel voor de vierde keer naar het team van de Verenigde Staten. Team USA's Kevin Durant wordt na afloop uitgeroepen tot meest waardevolle speler (MVP) van het toernooi.

### 13 september
- Bij de 27ste editie van de wereldkampioenschappen judo, die worden gehouden in Tokio, eindigt Nederland als negende in het medailleklassement, dankzij twee zilveren medailles (Henk Grol en Dex Elmont).

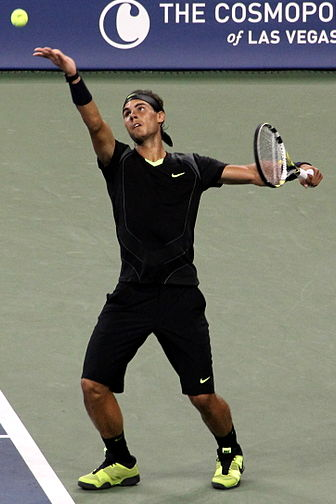
Rafael Nadal

### 14 september
- In Afghanistan neemt de centrale bank de Kabul Bank - de grootste bank van het land - over, waar, na geruchten over corruptie binnen de top, een bankrun was ontstaan. Naar de twee hoogste bestuurders wordt een onderzoek ingesteld.
- Europees commissaris voor justitie en mensenrechten Viviane Reding veroordeelt het Franse beleid van uitzetting van Roma in opvallend harde bewoordingen, met een verwijzing naar de Tweede Wereldoorlog. Hiervoor biedt ze later haar verontschuldigingen aan.
- Rafael Nadal wint mannen enkelspel op de US Open, waarmee hij alle vier grandslamtoernooien ten minste één keer heeft gewonnen.

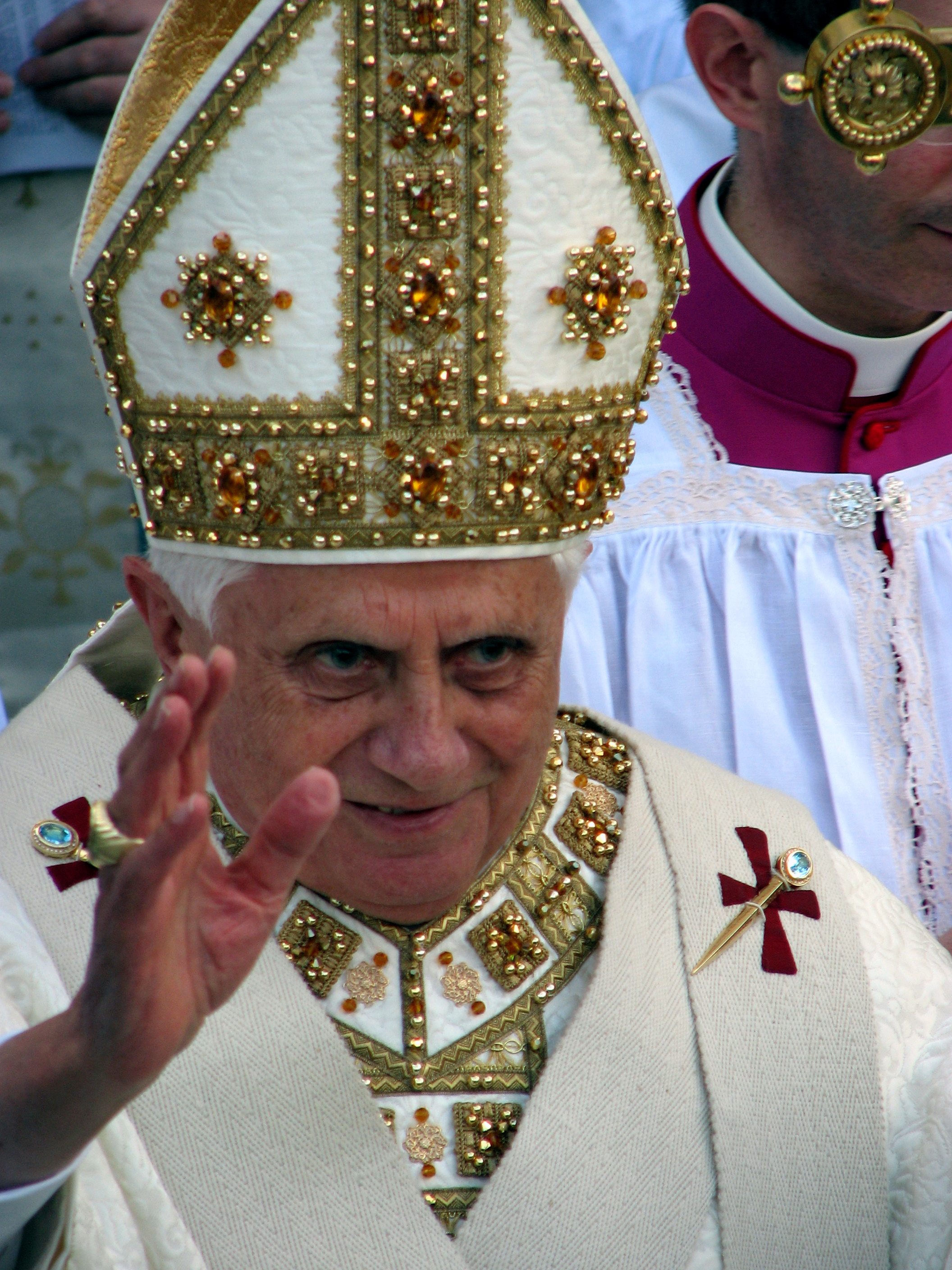
Paus Benedictus XVI

### 16 september
- Paus Benedictus XVI brengt - als eerste paus in de geschiedenis - een staatsbezoek aan het Verenigd Koninkrijk. Onderdeel van deze reis is de zaligverklaring van kardinaal John Henry Newman.
- Bij een aanslag op een minibus in het zuidoosten van Turkije, vermoedelijk gepleegd door Koerdische rebellen, vallen circa tien doden.
- Bij de parlementsverkiezingen in Tuvalu worden tien van de 15 zittende parlementsleden herverkozen, waaronder premier Apisai Ielemia, die in zijn kiesdistrict Vaitupu de meeste stemmen haalt van alle kandidaten van het land. Aftredend vicepremier Tavau Teii wordt op zijn thuiseiland Niutao verslagen door drie andere kandidaten.

### 17 september
- In Sri Lanka vindt, vermoedelijk door een ongeluk, een ontploffing plaats in een explosievendepot; er vallen minstens 27 doden, voornamelijk politieagenten.

### 18 september
- In Afghanistan vinden verkiezingen plaats voor de samenstelling van het 249 zetels tellende Huis van het Volk, het Afghaanse lagerhuis.

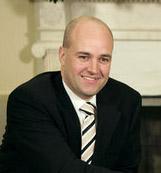
Fredrik Reinfeldt

### 19 september
- Het regerende centrumrechtse blok Alliansen van premier Fredrik Reinfeldt wint de Zweedse parlementsverkiezingen, maar verliest nipt zijn absolute meerderheid in de Rijksdag. De rechts-populistische Sverigedemokraterna halen voor het eerst de kiesdrempel, al wordt zij zowel door links als rechts uitgesloten voor samenwerking.
- De Italiaanse wielrenner Vincenzo Nibali wint de 65e editie van de Ronde van Spanje.

### 20 september
- Meer dan twintig mensen komen om als in de Indiase deelstaat Madhya Pradesh, ten zuiden van New Delhi een goederentrein een stilstaande passagierstrein ramt.

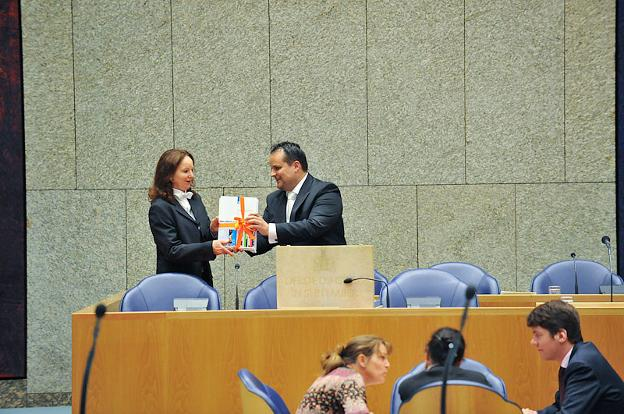
Prinsjesdag

### 21 september
- Premier Omar Abdirashid Ali Sharmarke van Somalië treedt af wegens een conflict met president Sharif Sheikh Ahmed, onder meer over de strijd tegen de islamistische Al-Shabaab-rebellen.
- De Italiaanse justitie legt beslag op 23 miljoen euro van het Instituut voor Religieuze Werken in en begint een onderzoek naar witwaspraktijken door de Vaticaanse bank.
- Prinsjesdag, de dag waarop het Nederlandse regeringsbeleid wordt gepresenteerd, wordt licht verstoord doordat een 29-jarige verdachte een glazen houder van een waxinelichtje tegen de Gouden Koets werpt.

### 22 september
- Door een bomaanslag tijdens een militaire parade in de stad Mahabad in het noordwesten van Iran vallen minstens tien doden.
- De Vlaamse regering beslist definitief de Oosterweelverbinding in Antwerpen te realiseren met een tunnel, waarmee de plannen voor de Lange Wapperbrug van de baan zijn. De meerprijs van de tunneloplossing wordt betaald door de stad Antwerpen en de Antwerpse haven.

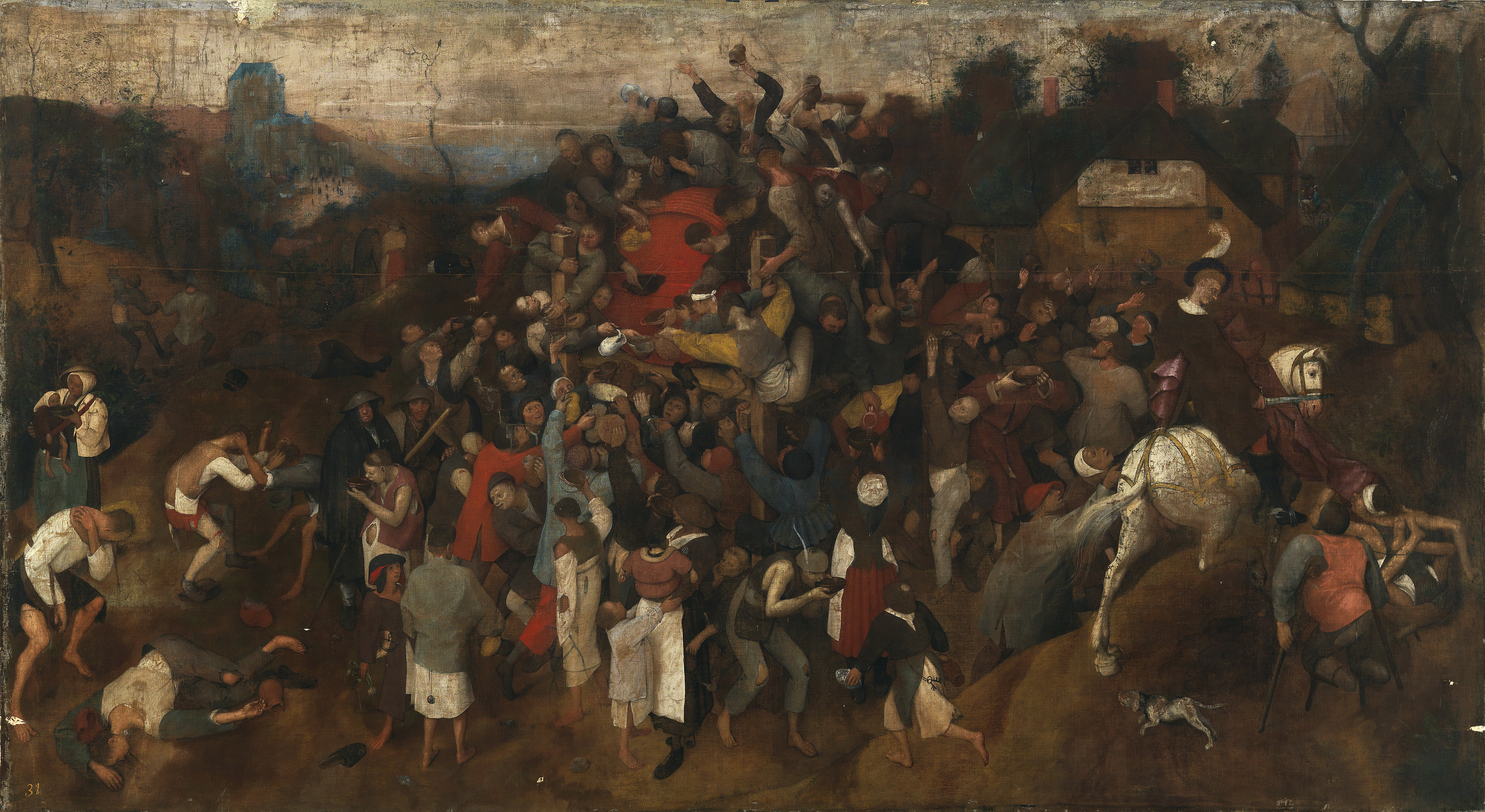
De Wijn van het Sint-Maartensfeest

### 24 september
- Al het treinverkeer van en naar het treinstation van Tilburg wordt stilgelegd na de vondst van een verdacht koffertje; het blijkt loos alarm.
- Het Museo del Prado in Madrid maakt bekend dat het een tot nu toe onbekend schilderij, De Wijn van het Sint-Maartensfeest, van Pieter Bruegel de Oude ontdekt heeft.

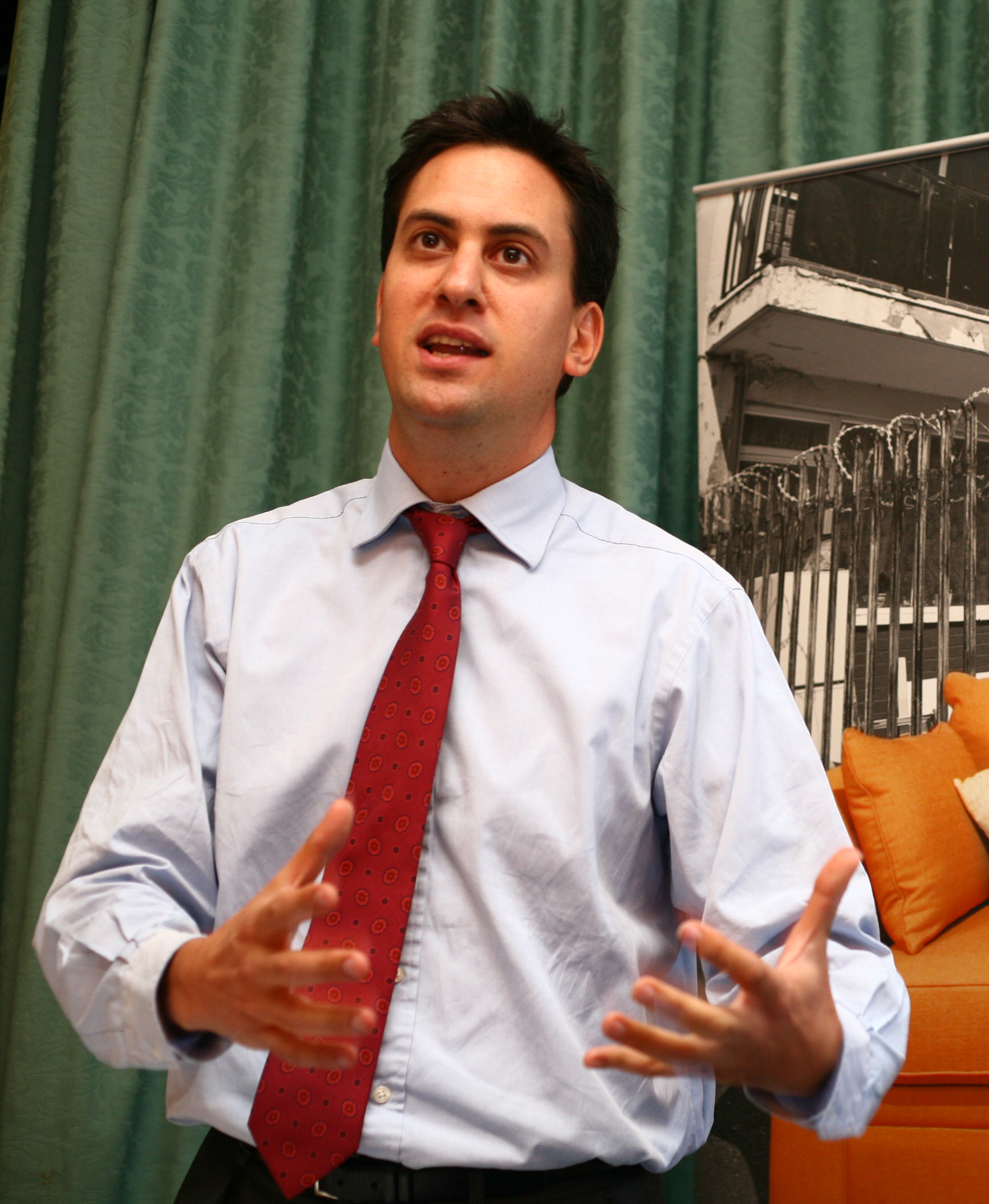
Ed Miliband

### 25 september
- De Britse Labour Party kiest Ed Miliband tot haar nieuwe leider. Hij verslaat nipt zijn oudere broer David Miliband in de strijd voor het leiderschap van de grootste oppositiepartij.

### 26 september
- De Partido Socialista Unido van de Venezolaanse president Hugo Chávez raakt bij de parlementsverkiezingen haar tweederdemeerderheid in de Nationale Vergadering kwijt.
- De 37e editie van de marathon van Berlijn wordt gewonnen door de Keniaan Patrick Makau in een tijd van 2:04.48.

### 28 september
- De Mexicaanse staat Oaxaca wordt getroffen door aardverschuivingen veroorzaakt door hevige regenval.

### 29 september
- Het Europees Verbond van Vakverenigingen houdt een massademonstratie in Brussel. De vakbonden zien de banken als oorzaak van de crisis en zijn tegen de afgekondigde bezuinigingen op lonen en uitkeringen om de Europese schuldencrisis te bezweren.

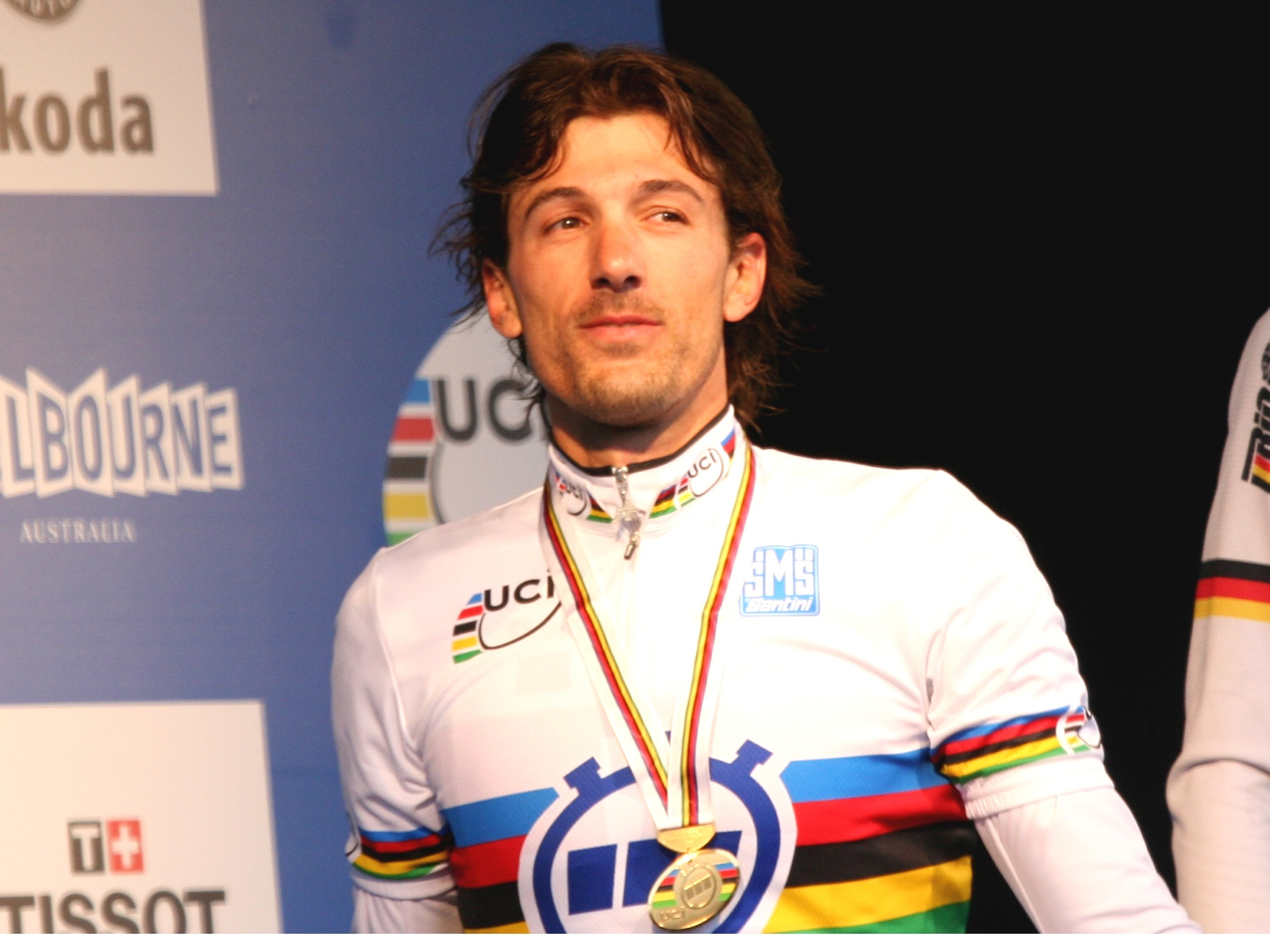
Cancellara met de gouden medaille

### 30 september
- In Nederland maken de leiders van de beoogde regeringspartijen VVD (Mark Rutte) en CDA (Maxime Verhagen), samen met Geert Wilders van de PVV, die gedoogsteun zal geven aan dat kabinet, de hoofdpunten uit het regeerakkoord en het gedoogakkoord bekend.
- Op het wereldkampioenschap wielrennen in het Australische Geelong behaalt de Zwitser Fabian Cancellara voor de vierde keer de wereldtitel in de individuele tijdrit.
- De Spaanse wielrenner Alberto Contador wordt voorlopig geschorst door de UCI, omdat er in een dopingtest tijdens de voorbije Ronde Frankrijk, door Contador gewonnen, minieme sporen gevonden zijn van het verboden middel clenbuterol.

## Overleden
<< · januari · februari · maart · april · mei · juni · juli · augustus · september · oktober · november · december · >>